# Kalanchoe lubangensis
Kalanchoe lubangensis är en fetbladsväxtart som beskrevs av R. Batarda Fernandes. Kalanchoe lubangensis ingår i släktet Kalanchoe och familjen fetbladsväxter. Inga underarter finns listade i Catalogue of Life.